# Grand Prix automobile d'hiver de Suède 1931
 (décembre 2019).
Si vous disposez d'ouvrages ou d'articles de référence ou si vous connaissez des sites web de qualité traitant du thème abordé ici, merci de compléter l'article en donnant les références utiles à sa vérifiabilité et en les liant à la section « Notes et références ».
Le Grand Prix automobile d'hiver de Suède 1931 est un Grand Prix qui s'est tenu sur le circuit du lac Rämen (en) le 22 février 1932. L'épreuve est remportée par le Finlandais Karl Ebb sur une Mercedes-Auburn Special.

## Résumé de la course
Malgré la présence du prodige Rudolf Caracciola (Mercedes-Benz), ce sont les pilotes équipés de pneus cloutés (Ebb, Ramsay, Olsson, Widengren et Larsson), plus adaptés à la neige, qui dominèrent la course. 
Le départ fut donné à 10 h 13. Malgré plusieurs séances d'essais, il n'y a pas eu de séances de qualifications. L'ordre de départ des voitures avait été fixé en fonction de leur numéro. La Chrysler de Per Näs frappée du numéro 1 s'élançait donc en pole position. Les voitures No 4 et No 6 de Börjesson et Sundstedt étaient absentes de la grille.
Au premier tour, Ebb eut une bonne longueur d'avance jusqu'à ce qu'il ne s'encastre dans un mur de neige pendant le second. Puis Widengren prit le commandement de la course, bien qu'il fût contraint d'abandonner au début du quatrième tour, trahi par sa mécanique, tout comme Caracciola quelques instants plus tard, dont le tuyau d'approvisionnement en carburant a cédé. Ebb se retrouva donc de retour en tête, suivi par Olsson, tandis que Ramsay et Larsson, pointèrent aux troisième et quatrième place. Au cinquième tour, Olsson sortit de la piste et embourba sa Chrysler dans le fossé. Il repartit une vingtaine de minutes plus tard après être parvenu à dégager lui-même sa voiture. Le tour suivant, ce fut Larsson qui s'encastra dans un mur de neige, perdant dix minutes à faire repartir sa Ford. Ces mésaventures firent les affaires de Bergström qui grimpa à la troisième place. Olsson, son coéquipier, n'avait pas dit pas son dernier mot. Il entama une formidable remontée au septième tour, repassant devant Bergström puis attaquant Ramsay qui se trouvait second, loin derrière le Finlandais Karl Ebb. Mais au huitième et dernier tour, une fuite d'essence lui fit envoler ses espoirs. Roulant au ralenti, Olsson se vit dépasser par Bergström et Larsson. Toutefois, Il parvint finalement à franchir la ligne d'arrivée, à la cinquième place. Karl Ebb, qui n'a jamais été inquiété une seule fois depuis la mi-course, remporte le Grand Prix d'hiver de Suède avec treize minutes exactement sur son compatriote Johan Ramsay (qui malgré son patronyme anglais, était un aristocrate finlandais d'origine suédoise) et le Suédois Clemens Bergström. C'est donc une sorte de doublé de la part de ces deux pilotes « voisins » du pays hôte.

## Classement
| Pos. | no | Pilote                     | Véhicule                | Tours | Temps/Abandon         | Grille |
| ---- | -- | -------------------------- | ----------------------- | ----- | --------------------- | ------ |
| 1    | 2  | Karl Ebb                   | Mercedes-Auburn Special | 8     | 5 h 28 min 52 s 9     | 11     |
| 2    | 17 | Baron Johan Ronald Ramsay  | Chrysler-Imperial       | 8     | + 12 min 59 s 9       | 14     |
| 3    | 18 | Clemens Bergström          | Chrysler-Cab            | 8     | + 19 min 32 s 4       | 10     |
| 4    | 13 | Harry Larsson              |                         | 8     | + 24 min 17 s 1       | 20     |
| 5    | 7  | Anders Olsson              | Chrysler                | 8     | + 33 min 0 s 9        | 13     |
| 6    | 22 | Olle Grönkvist             | Otin-Fiat Special       | 8     | + 58 min 4 s 7        | 8      |
| 7    | 21 | Kaj Hansen                 | Bugatti Type 37A        | 8     | + 1 h 4 min 37 s 1    | 1      |
| 8    | 16 | Folke Hjelm                | Chevrolet               | 6     | + 2 tours             | 9      |
| 9    | 11 | Tore Wistedt               | Chevrolet 30            | 6     | + 2 tours             | 15     |
| 10   | 10 | John Andersson             | Chrysler                | 6     | Inconnu               | 21     |
| Dsq. | 19 | Harald Stenfelt            | Ford                    | 6     | Assistance extérieure | 6      |
| Abd. | 3  | Werner Svensson            | Hudson                  | 4     | Distributeur          | 17     |
| Abd. | 15 | Per Viktor Widengren       | Mercedes-Benz SSK       | 3     | Boîte de vitesses     | 2      |
| Abd. | 9  | Rudolf Caracciola          | Mercedes-Benz SSK       | 3     | Conduite de carburant | 5      |
| Abd. | 20 | Erik Bake                  | Buick                   | 2     | Inconnu               | 19     |
| Abd. | 12 | Gustaf Vilhelm Nordenswahn |                         | 1     | Inconnu               | 22     |
| Abd. | 8  | Karl Gustaf Thelander      |                         | 1     | Inconnu               | 12     |
| Abd. | 1  | Per Näs                    |                         | 0     | Inconnu               | 18     |
| Abd. | 5  | Elgar von Hillern-Flinsch  | Paige                   | 0     | Inconnu               | 7      |
| Abd. | 14 | Carl Jonsson               | Chevrolet               | 0     | Accident              | 23     |
| Np.  | 4  | Edward Börjesson           | BN Special              |       |                       |        |
| Np.  | 6  | Knut Gustav Sundstedt      | Oakland                 |       |                       |        |
| Abs. |    | Juan Zanelli               | Bugatti Type 35B        |       |                       |        |
| Abs. |    | Nikolai Nennonen           | Mercedes-Benz           |       |                       |        |
| Abs. |    | F. Rasmussen               | Ford                    |       |                       |        |

- Légende: Abd.=Abandon ; Np.=Non partant ; Abs.= Absent du Grand Prix (inscrit mais n'ayant pas fait le déplacement) ; Dsq.=Disqualifié

## Pole position et record du tour
- Pole position :  Per Näs (Mercedes) par ordre numérique des voitures.
- Meilleur tour en course :  Per Viktor Widengren (Mercedes) en 37 min 45 s